# Абтштајнах
Абтштајнах (њем. Abtsteinach) општина је у њемачкој савезној држави Хесен. Једно је од 22 општинска средишта округа Бергштрасе. Према процјени из 2010. у општини је живјело 2.457 становника. Посједује регионалну шифру (AGS) 6431001.

## Географија
Абтштајнах се налази у савезној држави Хесен у округу Бергштрасе. Општина се налази на надморској висини од 498 метара. Површина општине износи 11,0 km².

## Становништво
У самом мјесту је, према процјени из 2010. године, живјело 2.457 становника. Просјечна густина становништва износи 223 становника/km².